# Intel 8284

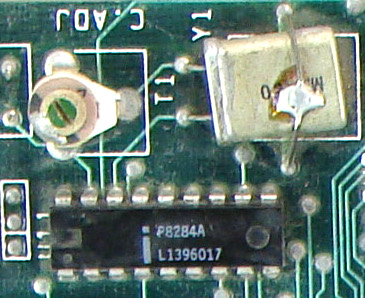
Der 8284A auf einer Hauptplatine

Pinbelegung des 8284

Der Intel 8284 ist ein Oszillator-Chip, der für die Intel-8086/8087/8088/8089-Prozessoren entwickelt wurde. Der Baustein wurde im 18-Pin-DIL-Gehäuse geliefert. Er besteht aus einem Taktgenerator und einer Zusatzlogik zur READY/RESET-Steuerung. Er wird seit den ersten PCs (IBM-PC und IBM-PC XT) eingesetzt. Im IBM PC AT wird der Nachfolger 82284 verwendet.
Der Intel 8284 wurde u. a. an NEC und Siemens lizenziert.

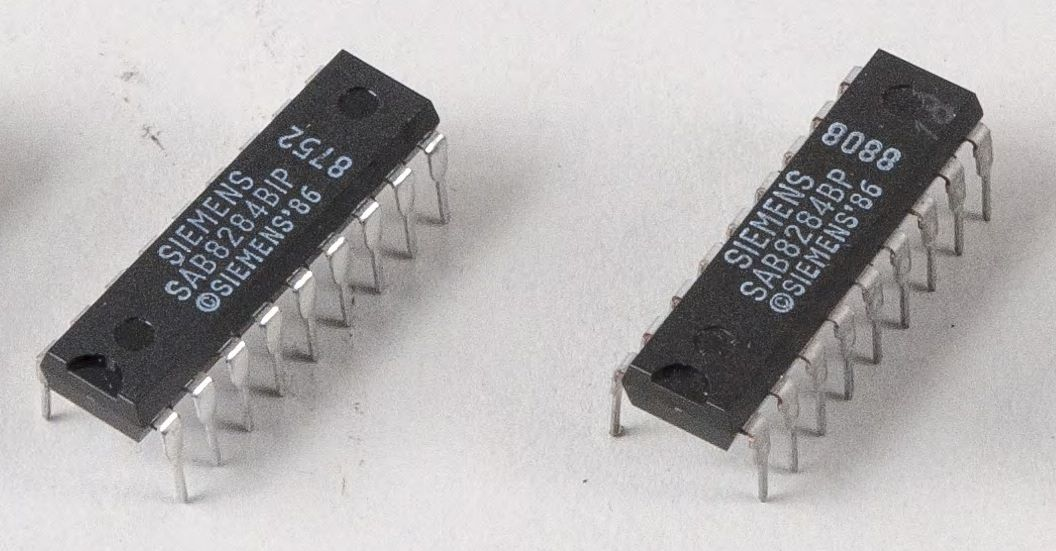
Siemens SAB8284BP im Deutschen Museum
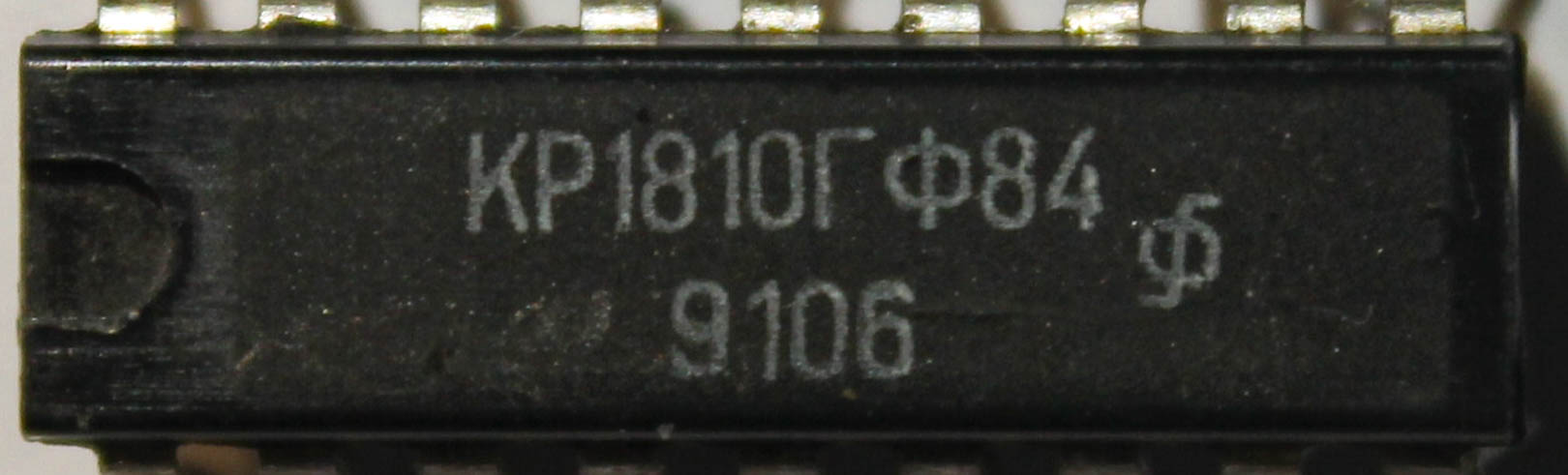
Äquivalenter Schaltkreis KR1810GF84 aus sowjetischer Produktion